# 紀思道
紀思道（Nicholas Donabet Kristof，直譯尼古拉斯·多納貝特·克里斯托夫，1959年4月27日—）美國記者，《紐約時報》專欄作家和評論家，其妻伍潔芳也是記者。

## 生平
1989年，纪思道親身到中华人民共和国北京市採訪六四事件。曾兩度獲得普利策新聞獎。2011年因報導2011年巴林反政府示威，被巴林政府。
2013年1月5日，纪思道在《纽约时报》发文，预测刚上任中共中央总书记的习近平会进行大规模经济改革，把毛泽东遗体移出天安门广场，并释放诺贝尔和平奖得主刘晓波。但最终这些预测都没有实现。
2020年12月8日，紀思道發表深度报道“被Pornhub毁掉的孩子”，揭露Pornhub充斥大量強暴與未成年人遭性侵的影片，引發公眾對私密影像被散布的關注。紀思道稱，在Pornhub上搜尋「未滿18歲的女孩」或「14歲」，搜尋結果都能得到超過10萬條影片，但「大多數影片並非性侵兒童」。Pornhub批評紀思道的说法「不負責任且毫無根據」，但宣布即日起只允許經過驗證的使用者上傳內容，禁止下載影片。